# Xã Bath, Quận Mason, Illinois
Xã Bath (tiếng Anh: Bath Township) là một xã thuộc quận Mason, tiểu bang Illinois, Hoa Kỳ. Năm 2010, dân số của xã này là 866 người.